# Княжеская башня в Седленцине
Княжеская башня в Седленцине (пол. Wieża książęca w Siedlęcinie, нем. Wohnturm in Boberröhrsdorf) — жилая башня яворского князя Генриха I, которая впоследствии стала рыцарской резиденцией. Башня расположена в селе Седленцине в Еленегурском повяте Нижнесилезского воеводства в Польше и лежит на туристическом Пути Пястовских Замков.

## История
Строительство готической башни, вероятно, было начато около 1314 года по указанию яворского князя Генриха I. Изначально башня имела четыре этажа, из которых два нижних выполняли функции хозяйственных помещений, а третий и четвертый — жилых.
Около 1346 года была выполнена настенная полихромия в большой зале на третьем этаже. Картины были выполнены с помощью техники альсекко — краску наносили на высушенную штукатурку. Их сюжет уникален, так как связан с легендами о рыцаре Ланселоте. В августе 2006 года началась комплексная реставрация фресок.
Башню в 1368 году продала вдова Болеслава II Малого, княгиня Агнесса. Новым владельцем стал рыцарь Йеншин фон Редерн, род которого владел башней до середины XV века. В 1575 году башня была перестроена, именно тогда к ней был достроен верхний этаж. С 1732 по 1945 годы здание принадлежало роду Шаффгочев.

## Современное состояние
До недавнего времени башня не находилась под защитой. С 2001 года она находится в собственности фонда «Zamek Chudów».
Здание открыто для посещения туристами.
В 2006 году в башне осуществлялась консервация средневековых настенных росписей, в 2007 году консервационные работы охватили остальные стены первого и второго этажей башни, а также камин, полы и потолки на этих этажах. В 2008 году был отремонтирован входной портал и два других портала внутри башни, а также средневековые деревянные двери, ведущие к башне, ренессансные двери на первом этаже и потолок над правой комнатой первого этажа. Был восстановлен пол в левой зале на первом этаже. В 2009 году были проведены дальнейшие работы, имевшие целью укрепление конструкции крыши над соединением между средневековой башней и расположенным перед ней позднебароным домом.
В 2008—2012 годах вблизи башни проводились археологические раскопки. В 2011 году на первом этаже башни была открыта выставка, на которой были представлены их результаты (в дальнейшем ее расширяли новыми находками).

## Галерея

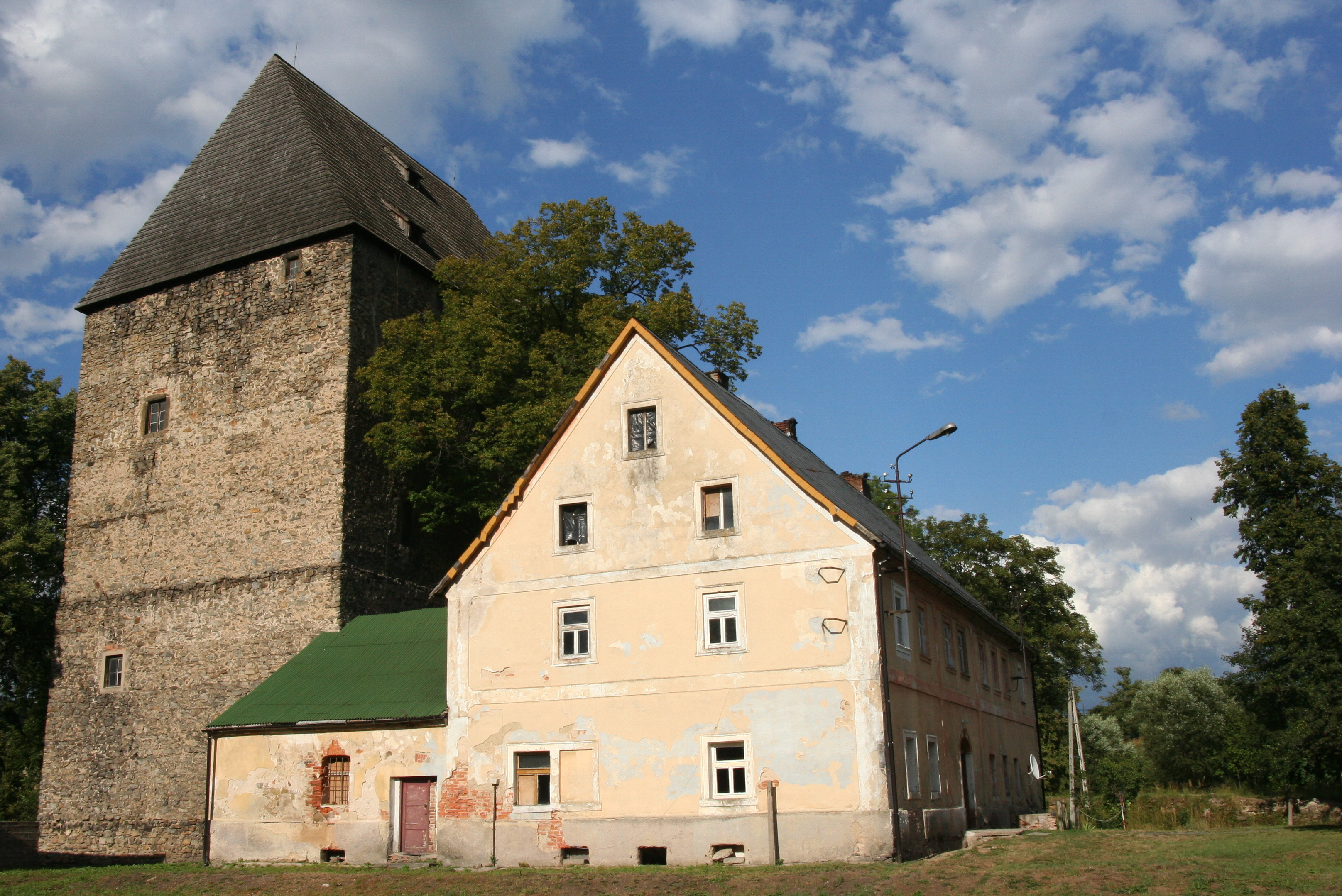
Башня и прилегающий дом
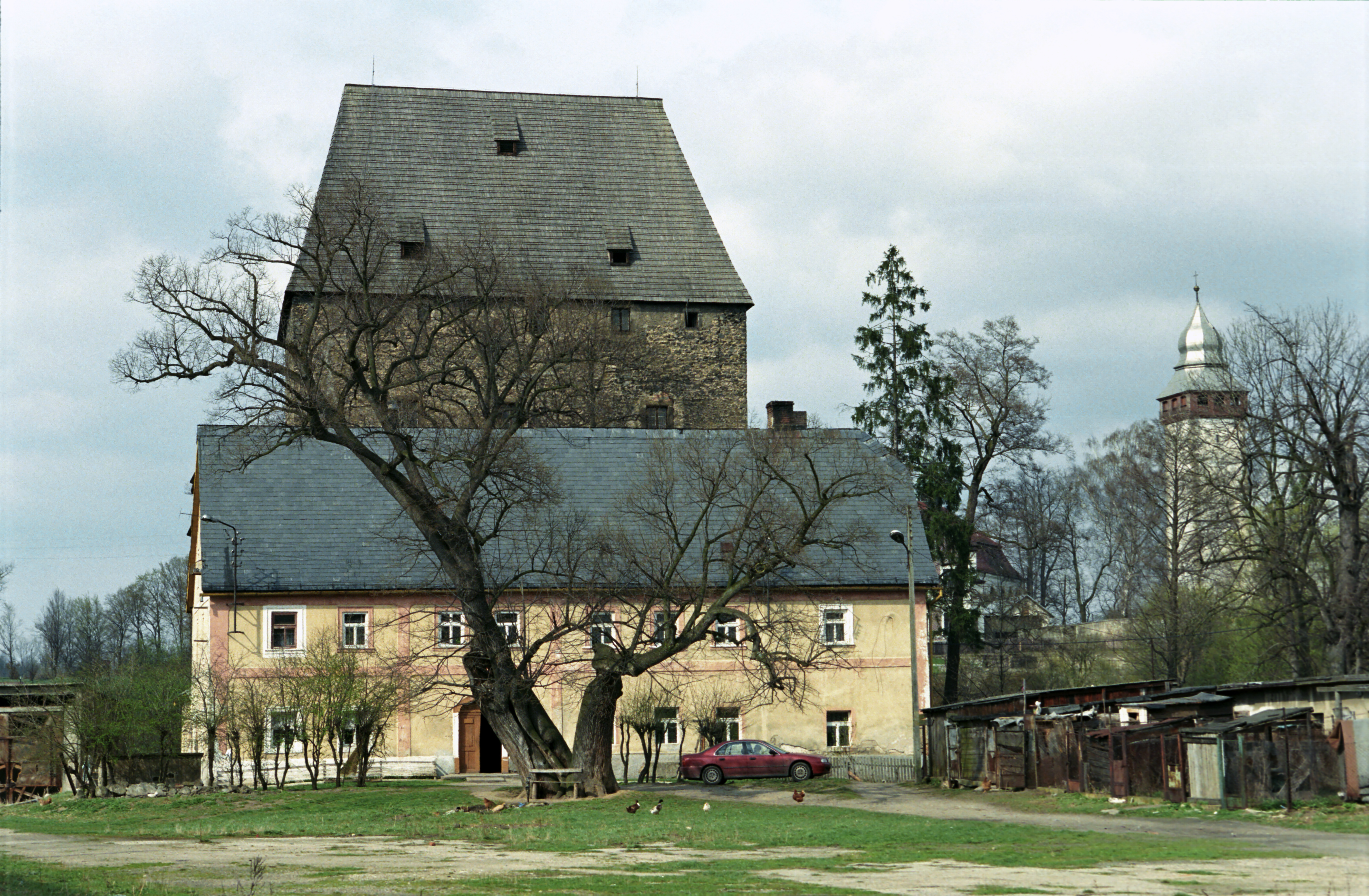
Башня и прилегающий дом
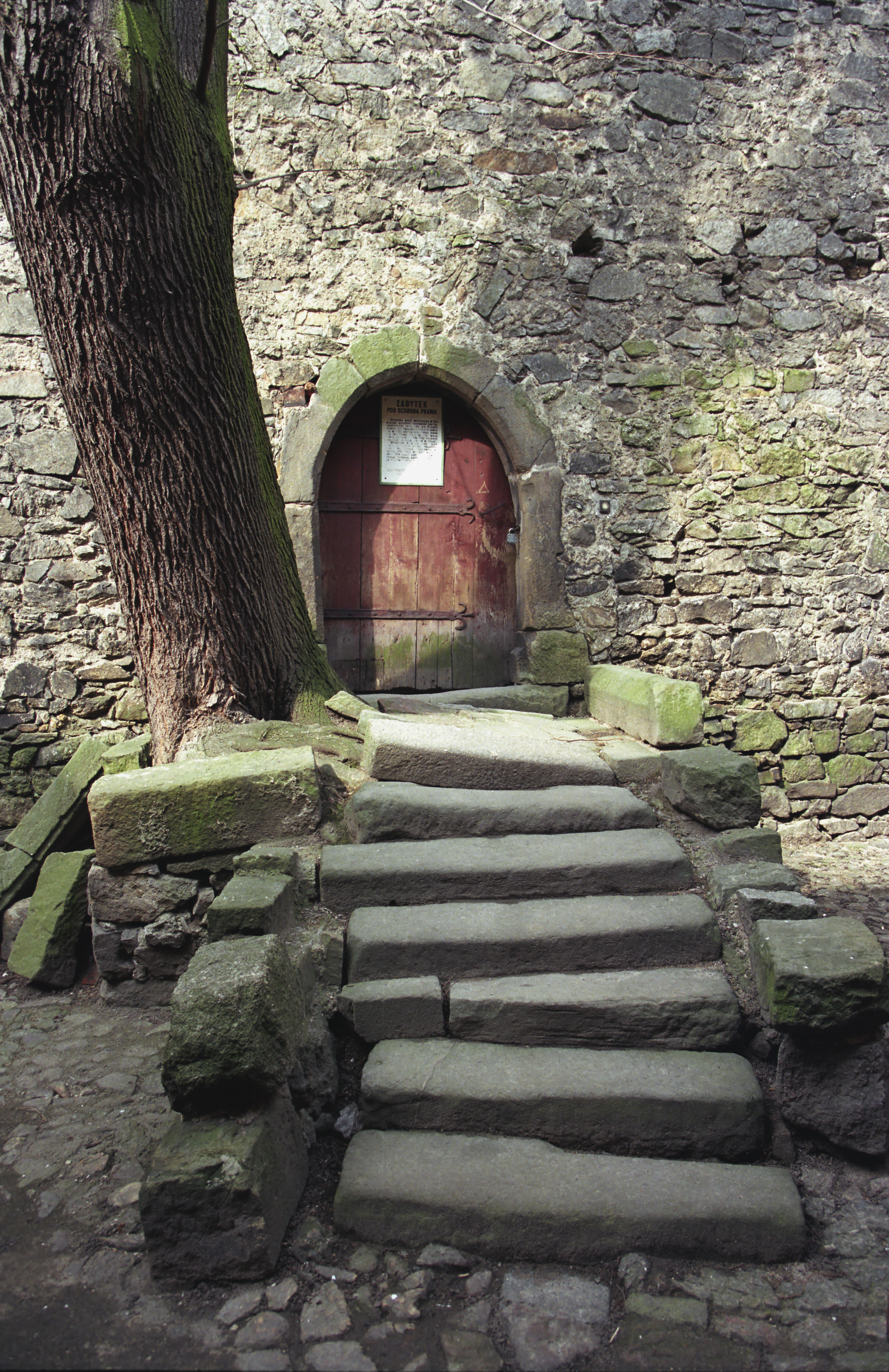
Вход в башню
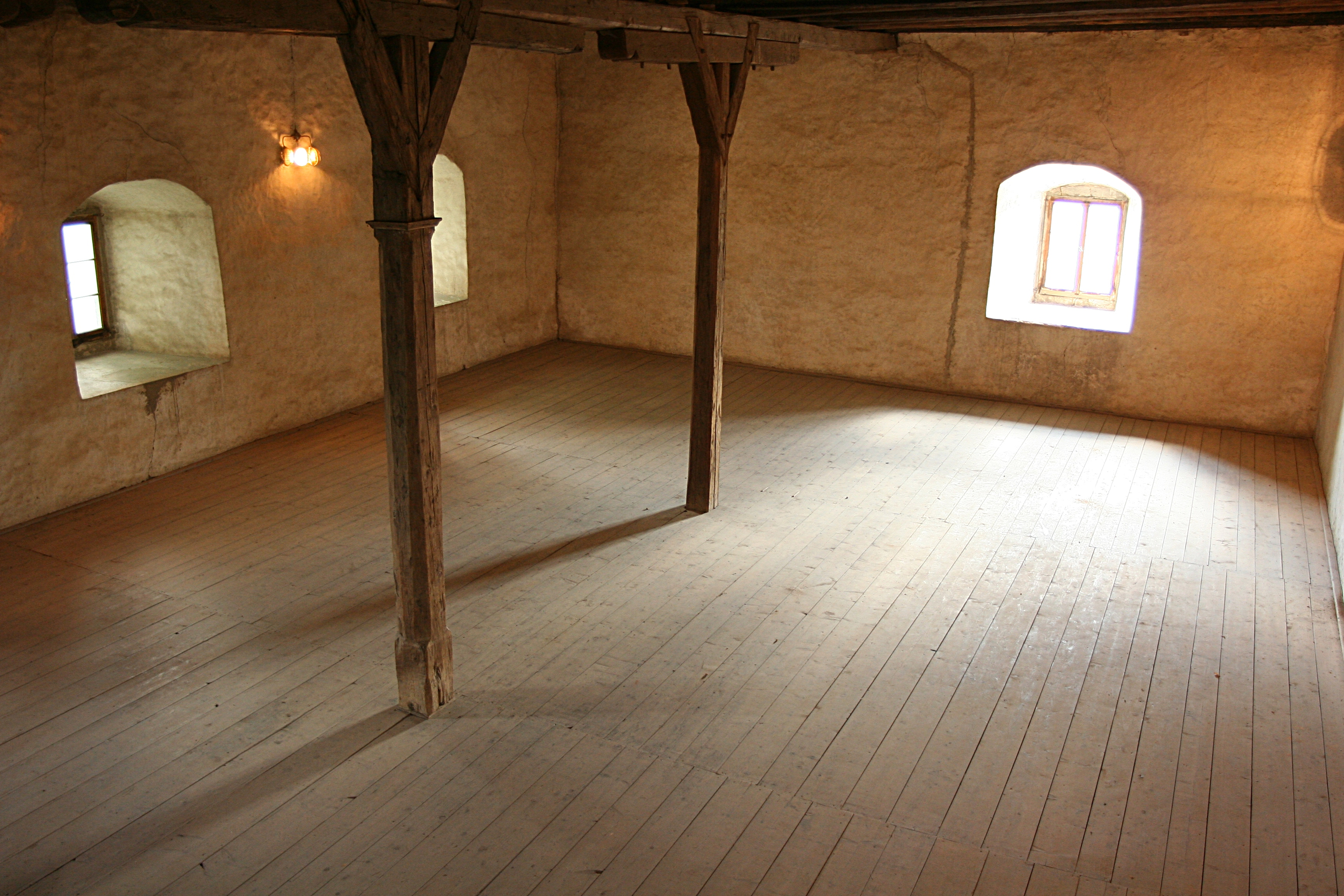
Интерьер башни
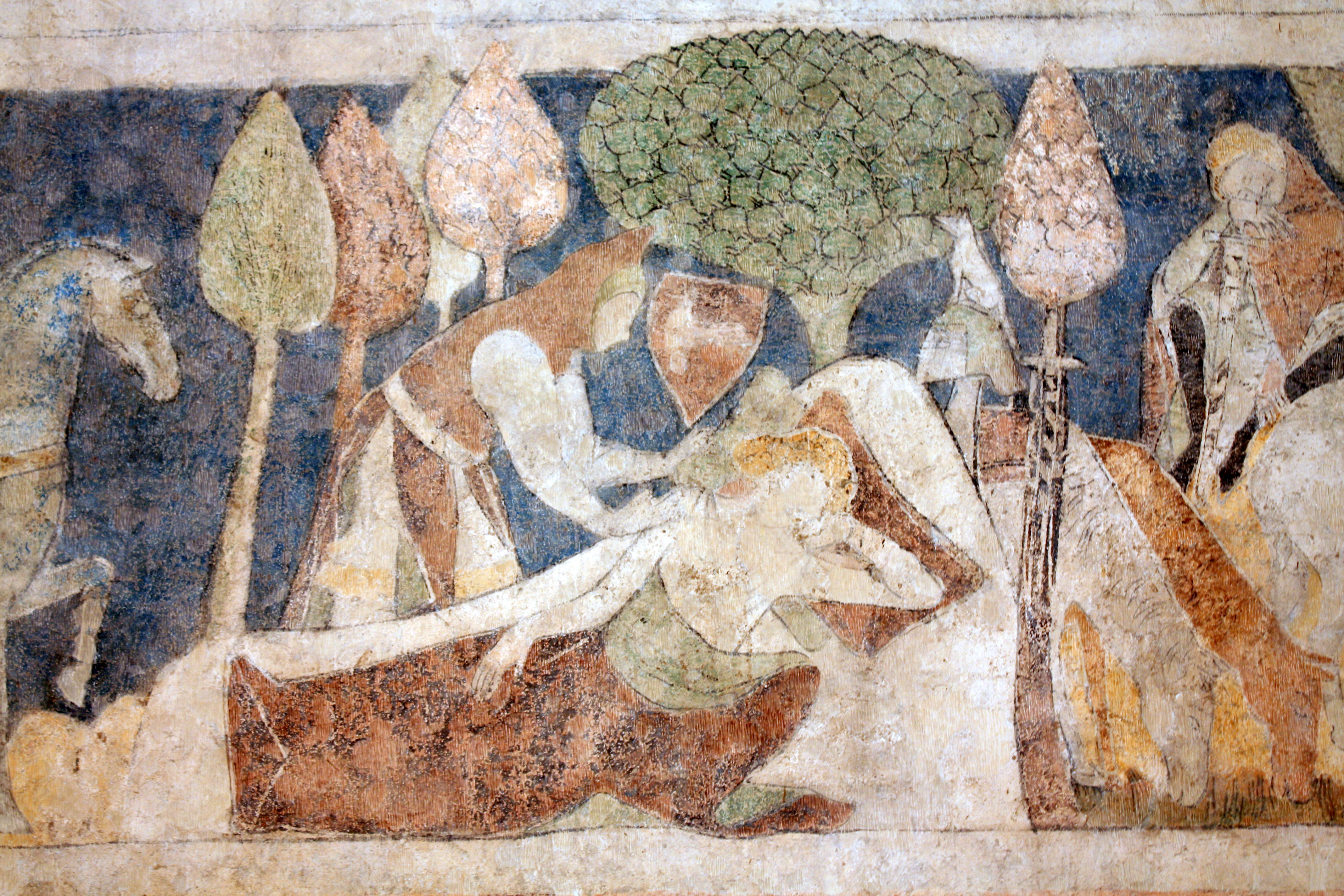
Настенные росписи в башнях - Ланселот под яблоней
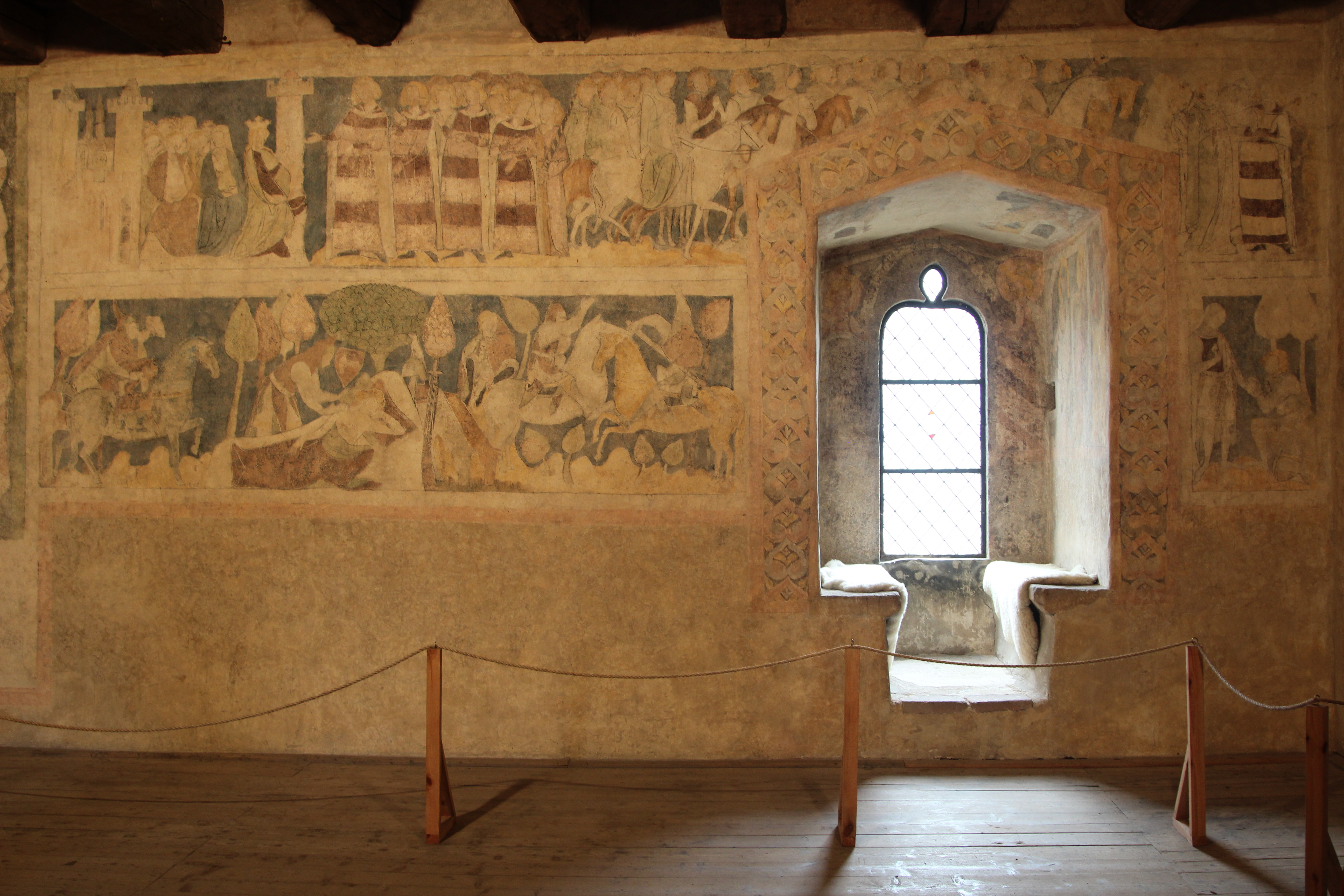
Готические настенные росписи в башне
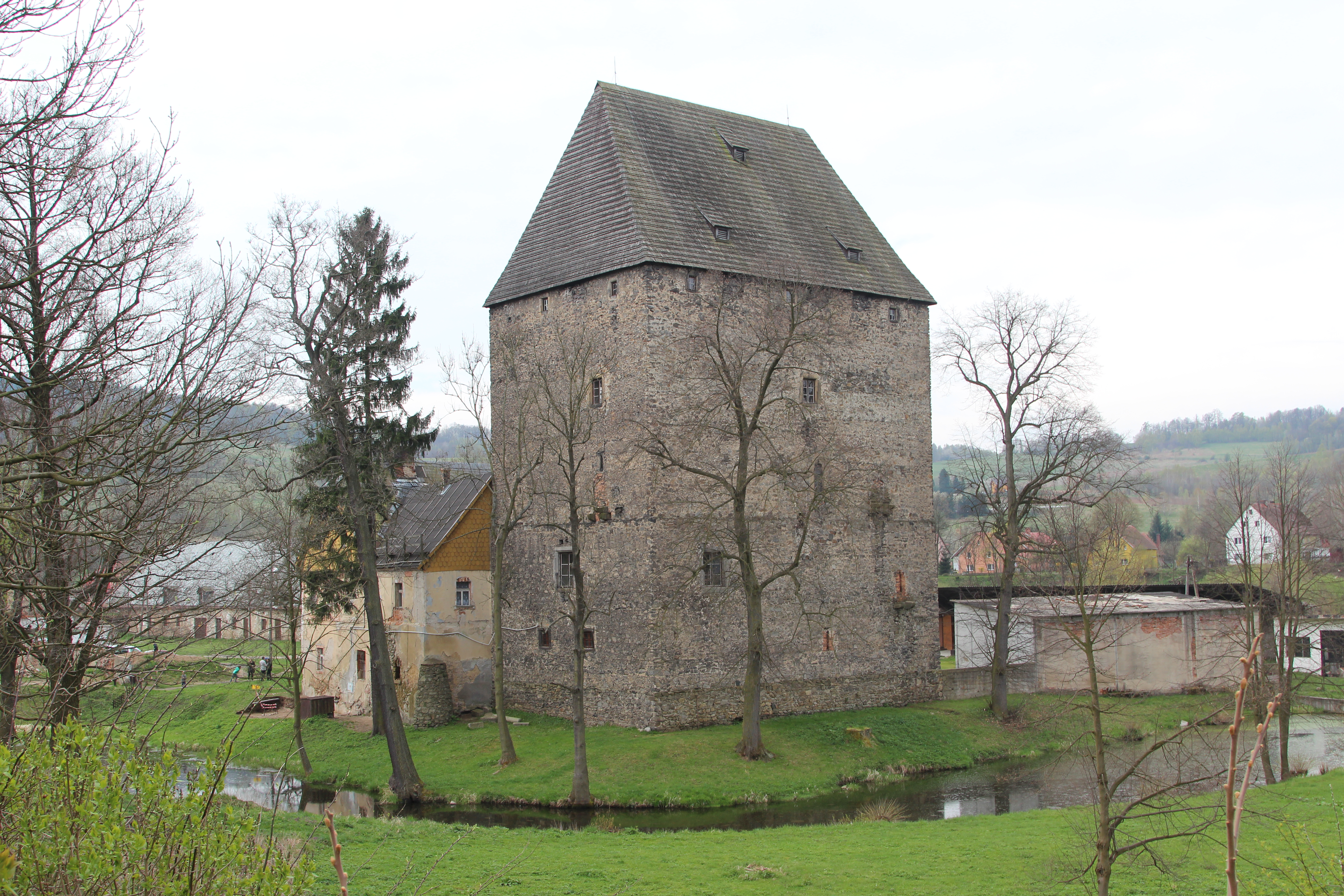
Башня в 2014 году